# Odsouzené
Odsouzené (ve slovenském originále Odsúdené) je slovensko-český dramatický televizní seriál, premiérově vysílaný v letech 2009–2010 na slovenské stanici TV JOJ a české stanici TV Barrandov, kdy ve třech řadách vzniklo celkem 86 dílů. Vyroben byl v koprodukci těchto dvou televizních stanic, hlavním producentem byla společnost D.N.A. Production. Odehrává se v prostředí fiktivní slovenské ženské věznice středního stupně výkonu trestu.

## Příběh
Děj začíná soudem Evy Kollárové za zabití člověka při autonehodě. V den nehody Eva utíkala od manžela Romana i se synem, vše zkomplikovala právě nehoda – syn se po ní dostal do kómatu, ale po čase se probere (manžel vše dává Evě za vinu). Eva dostane trest tří let vězení středního stupně nepodmíněně. 
Během první řady seriálu vychází najevo, že člověka, který zemřel při Evině autonehodě, si najal její manžel, aby ji zabil kvůli vysoké životní pojistce. Na scéně se objevuje „zkrachovalý“ právník David Typolt, jenž se snaží Evě pomoci bez nároku na honorář, neboť si chce udělat na případu pověst. Podaří se mu zařídit nové přelíčení, kde se má rozhodnout o Evině podmínečném propuštění, Eva se ovšem dostane ve věznici do vyšetřování, protože se u ní našly drogy (které u sebe schovávala, aby její spolu vězeňkyně Barbie nefetovala) a protože byla nalezena u mrtvé spoluvězeňkyně Anikó Nagy, přezdívané Maďarka, které se ve skutečnosti snažila dát první pomoc. Evu usvědčí z vraždy Maďarky, ač ji nespáchala (zabila ji Jolana Danišová, přezdívaná Gigi) a celkový trest se jí navyšuje. 
Druhá řada zachycuje změnu chování Evy. Ta se smiřuje s tím, že z vězení jen tak brzo nevyjde a přizpůsobuje tomu vizáž i své chování, což její spoluvězeňkyně to nechápou. Podezření se časem pomaličku vyvrací a sama Gigi se při pokusu o zabití další vězeňkyně nechtěně přizná, že zabila Maďarku, protože zjistila, že byla tajnou agentkou v přestrojení. Eva je zproštěna obvinění a má novou šanci na podmínečné propuštění. Evě je dovolena jednodenní návštěva svého domova pod dozorem. Během ní se intimně sblíží s právníkem Typoltem a otěhotní.
Těhotenství je hlavním námětem třetí a poslední série. Eva se svůj stav snaží tajit co nejdéle, zjistí to ale Barbie a slibuje, že bude mlčet. Při potyčce ve sprchách těhotenství ale prozradí a opět začíná vyšetřování ve věznici, protože v podezření jsou dozorci, což Eva rázně popře. Zároveň nechce prozradit, že otcem je její právní zástupce, aby mu advokátní komora nesebrala licenci na soukromou kancelář. Vedoucí dozorce zvaný Kápo si domyslí, kdo je otcem, Typolt se mu přizná. Přijde tedy o licenci a začne pracovat jako právník u známého ve firmě. Eva porodí zdravou dceru. Na 12 měsíců je jí kvůli dítěti přerušen trest a opustí vězení. Její probační úředník, který dohlíží na průběh jejího chování na svobodě, se k ní chová jako dozorce, protože zjistí, že Eva má dítě s Typoltem, který mu na škole přebral přítelkyni. Chování probačního Typolt jednou nevydýchá a vyhodí ho z bytu. Paradoxně sám probační úředník navrhne úplné prominutí trestu Evy a vězeňská komise souhlasí. Eva je tedy úplně volná.

## Obsazení
- Zuzana Mauréry jako Eva Kolárová, odsouzená neprávem za zabití
- Marek Ťapák jako Roman Kolár, manžel Evy Kolárové
- Jaroslav Mottl jako kapitán Richard „Kápo“ Nemec, hlavní vězeňský dozorce
- Hana Vagnerová jako Petra „Barbie“ Stejskalová, odsouzená za krádeže a drogy. Přezdívá se jí Barbie, ač je to bruneta
- Gabriela Dzuríková jako Edita „Magorka“ Beňová Andruchovičová, odsouzená za vraždy. V posledním díle druhé řady se ve věznici vdala za Michaila Andruchoviče.
- Eva Kerekes jako Anikó „Maďarka“ Nagy (1. řada), tajná agentka v převleku nasazená ve vězení
- Hana Gregorová jako Jana „Nevada“ Lomnická, odsouzená za finanční defraudace. Svým způsobem má půlku basy pod palcem, je ale spravedlivá.
- Judita Hansman jako Jolana „Gigi“ Danišová, odsouzená za loupež, omezování osobní svobody a nátlak. Její přezdívka je zkratkou spojení „Grófkyna Gorila“ která „řeší“ za Grófku konflikty.
- Zuzana Porubjaková jako Brenda Farkašová, odsouzená za loupež, loupežné přepadení a spoluvinu, činy nespáchala, ale vzala na sebe vinu
- Elena Podzámska jako Barbora „Grófka“ Wagnerová, odsouzená za vraždu policisty, druhou půlku basy má pod palcem, používá ale vydírání a drsné praktiky, na rozdíl od Nevady.
- Juliana Johanidesová jako Miriam „Misska“ Husárová (1. řada)
- Anna Javorková jako Tereza „Anjel“ Jankovičová, odsouzená za několikanásobnou eutanazii
- Pavel Kříž jako podplukovník Aleš Bílek, ředitel věznice
- Štefan Kožka jako Andrej „Katar“ Kováč (2.–3. řada, jako host v 1. řadě), vězeňský lékař
- Jana Oľhová jako Margita Malecová (2.–3. řada), odsouzená za zabití dítěte v dětském domově, kde pracovala jako vychovatelka
- Alena Štréblová jako Jitka „Leška“ Lešiaková (2.–3. řada), odsouzená farmaceutička, která dostala 2 roky za obecné ohrožení života, když namíchala špatné léky
- Zuzana Konečná jako Pavlína „Poppy“ Poličná (2.–3. řada), odsouzená za sérii krádeží a vraždu
- Branislav Deák jako Dušan „Conan“ Senáš (2.–3. řada, jako host v 1. řadě), vězeňský dozorce
- Peter Kočiš jako Martin „Batman“ Jablonský (2.–3. řada, jako host v 1. řadě), vězeňský kaplan